# Estación de Ocata
Ocata es una estación de la línea R1 de Rodalies Renfe de Barcelona situada en la línea de playa del barrio homónimo perteneciente al municipio de El Masnou.
La estación está en la línea del Maresme en el tramo Barcelona-Mataró, el primero que se abrió en España. Es estación de cercanías desde que se creó la red, y no tiene ningún otro servicio ferroviario.
| << cabecera                           | < estación | línea | estación >    | cabecera >>                                           |
| ------------------------------------- | ---------- | ----- | ------------- | ----------------------------------------------------- |
| Rodalies de Catalunya de Renfe        |            |       |               |                                                       |
| Molins de Rey Hospitalet de Llobregat | El Masnou  |       | Premiá de Mar | Mataró Arenys de Mar Calella Blanes Massanet-Massanas |
| Hospitalet de Llobregat               | El Masnou  |       | Premiá de Mar | Figueras Port-Bou                                     |

- Datos: Q951090